# 羽後山田駅
羽後山田駅（うごやまだえき）は、秋田県湯沢市深堀字高屋敷（開業時は旧・雄勝郡山田村深堀）にあった羽後交通雄勝線（旧・雄勝鉄道）の駅（廃駅）である。雄勝線の廃線に伴い1973年（昭和48年）4月1日に廃駅となった。

## 歴史
- 1928年（昭和3年）8月10日：雄勝鉄道湯沢駅 - 西馬音内駅間開通に伴い開業[1][2][3][4]。
- 1943年（昭和18年）10月16日：交通統合に伴い横荘鉄道の駅となる[2][3]。
- 1944年（昭和19年）6月1日：鉄道会社名を羽後鉄道に改称。路線名を雄勝線に制定。それに伴い羽後鉄道雄勝線の駅となる[1][2][5]。
- 1951年（昭和26年）7月18日：信号機増設及び第二種連動装置設置を行い交換駅となる[3][6]（日付は認可日[6]）。
- 1947年（昭和22年）
  - 2月：変電機械の故障により送電停止、横荘線から蒸気機関車を回送の上使用された際の給水基地となる[7]。
  - 3月頃：変電機械が復旧し、蒸気機関車を返却する[7]。
  - 7月23日：豪雨による路盤及び橋脚損壊により雄勝線全区間運休、当駅も営業休止となる[3][7]。
  - 8月14日：当駅 - 梺駅間が復旧、当駅も一時的な始発駅として営業再開となる[3][7]。
  - 12月3日：湯沢駅 - 当駅間が復旧、全線営業再開となる[3][7]。
- 1952年（昭和27年）2月15日：鉄道会社名を羽後交通に改称。それに伴い羽後交通雄勝線の駅となる[1][2][3][5]。
- 1971年（昭和40年）12月9日：交換設備廃止[3][4]、同時に無人化[4]。
- 1973年（昭和48年）4月1日：雄勝線の廃線に伴い廃止となる[1][2][3][5]。

## 駅構造
廃止時点で、島式ホーム（片面使用）1面1線を有する地上駅であった。晩年に交換設備が廃止になるまでは島式ホーム1面2線を有する列車交換可能な交換駅であった。外側（西側）が下り線（梺方面）、駅舎側（東側）が上り線（湯沢方面）となっていた。そのほか側線として、上り線から東に分岐し駅舎との間を通過し、駅舎東側の貨物積卸場への貨物線を1線有していた。閉塞取扱廃止後の側線の状況は不明である。
無人駅となっていたが、職員配置駅時代の駅舎が残っていた。駅舎は構内の北東側に位置し、ホーム北側のスロープとを結ぶ構内踏切で連絡した。
閉塞取扱廃止前までの列車交換の通標は、湯沢駅 - 当駅間は「○」、当駅 - 西馬音内駅間は「□」であった。
貨物側線からの積載品は米穀であったが、戦時中までは藤田組松岡鉱山の鉱石輸送も行われていた。その関係で構内は広く取られていた。貨物積卸場には農業倉庫も設置されていた。
1947年（昭和22年）2月に起こった変電機械の故障による送電停止の際は、横荘線から蒸気機関車を回送の上使用されたが、車輌基地のある西馬音内駅は地盤が洪積層で水涸れという現象も起きていた場所にあり、給水の便も悪かったために、当駅が給水の基地となった。ただし電気鉄道である故に給水設備は設置されておらず、消防団から手牽きのガソリンポンプを借用したという。

### 雄物川橋梁
湯沢駅 - 当駅間には雄物川が流れており、「雄物川橋梁」が架けられていた。この鉄橋は地盤の関係で多くの橋梁に用いられる杭打工法ではなくオープンケーソン工法を用いられていた。また、建設費節約のために中古のデッキガーダーを使用していた。さらに工期の関係で補強を行わず「仮設」として届出を行っており、最終的には「仮設」の状況を「設計変更」として変更せずに完成とした。

## 駅周辺
当駅は深堀地区の北東側に位置し、南西側に集落がある。東側には雄物川が流れており、対岸に湯沢市の市街地が広がる。周囲は穀倉地帯であった。
- 秋田県道311号羽後雄勝線
- 文月橋
- JAこまちライスセンター
- 医療法人仁恵会佐藤病院
- 松岡鉱山 - 銀山[6]。休山となる1923年（大正12年）までは松岡鉱山軌道が敷設されていた[6]。この軌道は鉱石以外に農産物の搬出も行っていた[6]。

## 駅跡
路線廃止後、駅跡は1980年（昭和55年）4月1日に開園した社会福祉法人湯沢保育会「深堀保育園」の園庭になっている。1999年（平成11年）時点では保育園の前後に橋台が残存していた。2007年（平成19年）5月時点、2010年（平成22年）時点でも同様で、この橋台はコンクリート製で2線分のものであった。
また、雄物川橋梁跡から当駅跡附近の線路跡は区画整理による水田となっており、1995年（平成7年）時点で線路跡をたどることはできなくなっていた。1999年（平成11年）時点、2007年（平成19年）5月時点、2010年（平成22年）時点でも同様であった。
そのほか雄物川橋梁は、1995年（平成7年）時点では湯沢方、当駅方双方の橋台が残存していた。1999年（平成11年）時点でも同様で、湯沢方は高さ約2 m、当駅方は約5 m近い立派なものであった。また堤防上の道路を挟んで小さな橋台と暗渠も残存していた。2007年（平成19年）5月時点では大きかった当駅方の橋台は撤去され、湯沢方のみ残存していた。2010年（平成22年）時点でも同様であった。

## 隣の駅
羽後交通
雄勝線
湯沢駅 - 羽後山田駅 - 貝沢駅